# Kanon Pokajanen
Kanon Pokajanen est une œuvre pour chœur du compositeur estonien Arvo Pärt composée en 1997.

## Historique
Kanon Pokajanen est une œuvre commandée pour le 750e anniversaire de la cathédrale de Cologne. La première de l'œuvre est donnée le 17 mars 1998 en la cathédrale de Cologne, par le Chœur de chambre philharmonique estonien dirigé par Tõnu Kaljuste.
En 2018, Arvo Pärt adapte cette œuvre pour chœur mixte et orchestre à cordes avec la pièce Prayer.

## Structure
Kanon Pokajanen est une œuvre en onze mouvements chantée en slavon liturgique :
1. Ode I – 7 min 30 s
2. Ode III – 11 min 45 s
3. Ode IV – 7 min 00 s
4. Ode V – 8 min 00 s
5. Ode VI – 8 min 15 s
6. Kondakion – 2 min 15 s
7. Ikos – 3 min 00 s
8. Ode VII – 7 min 15 s
9. Ode VIII – 8 min 45 s
10. Ode IX – 8 min 15 s
11. Prayer After the Canon – 11 min 00 s

L'exécution de l'œuvre dure environ 85 minutes.

## Discographie sélective
- Kanon Pokajanen par le Chœur de chambre philharmonique estonien et l'Orchestre de chambre de Tallinn dirigé par Tõnu Kaljuste, chez ECM, 1998.